# United Democratic Alliance (Zambia)
De United Democratic Alliance (Nederlands: Verenigde Democratische Alliantie) was een politieke alliantie in Zambia die voorafgaande aan de Algemene verkiezingen in Zambia (2006) werd gevormd.
De UDA bestond uit de volgende partijen:
- United Party for National Development (Verenigde Partij voor Nationale Ontwikkeling), een liberale partij;
- United National Independence Party (Verenigde Nationale Onafhankelijkheidspartij), een sociaaldemocratische partij;
- Forum for Democracy and Development (Forum voor Democratie en Ontwikkeling), een sociaaldemocratische partij.

De lijstverbinding kwam onder leiding te staan van Hakainde Hichilema van de United Party for National Development. Hichilema was ook de presidentskandidaat en kreeg 25,32% van de stemmen en eindigde daarmee als derde.

## Zetelverdeling
| Zetelverdeling Nationale Vergadering | Zetelverdeling Nationale Vergadering | Zetelverdeling Nationale Vergadering | Zetelverdeling Nationale Vergadering |
| jaar                                 | %                                    | zetels                               | totaal                               |
| ------------------------------------ | ------------------------------------ | ------------------------------------ | ------------------------------------ |
| 2006                                 | -                                    | 26                                   | 159                                  |